# Ciżmówka miękka

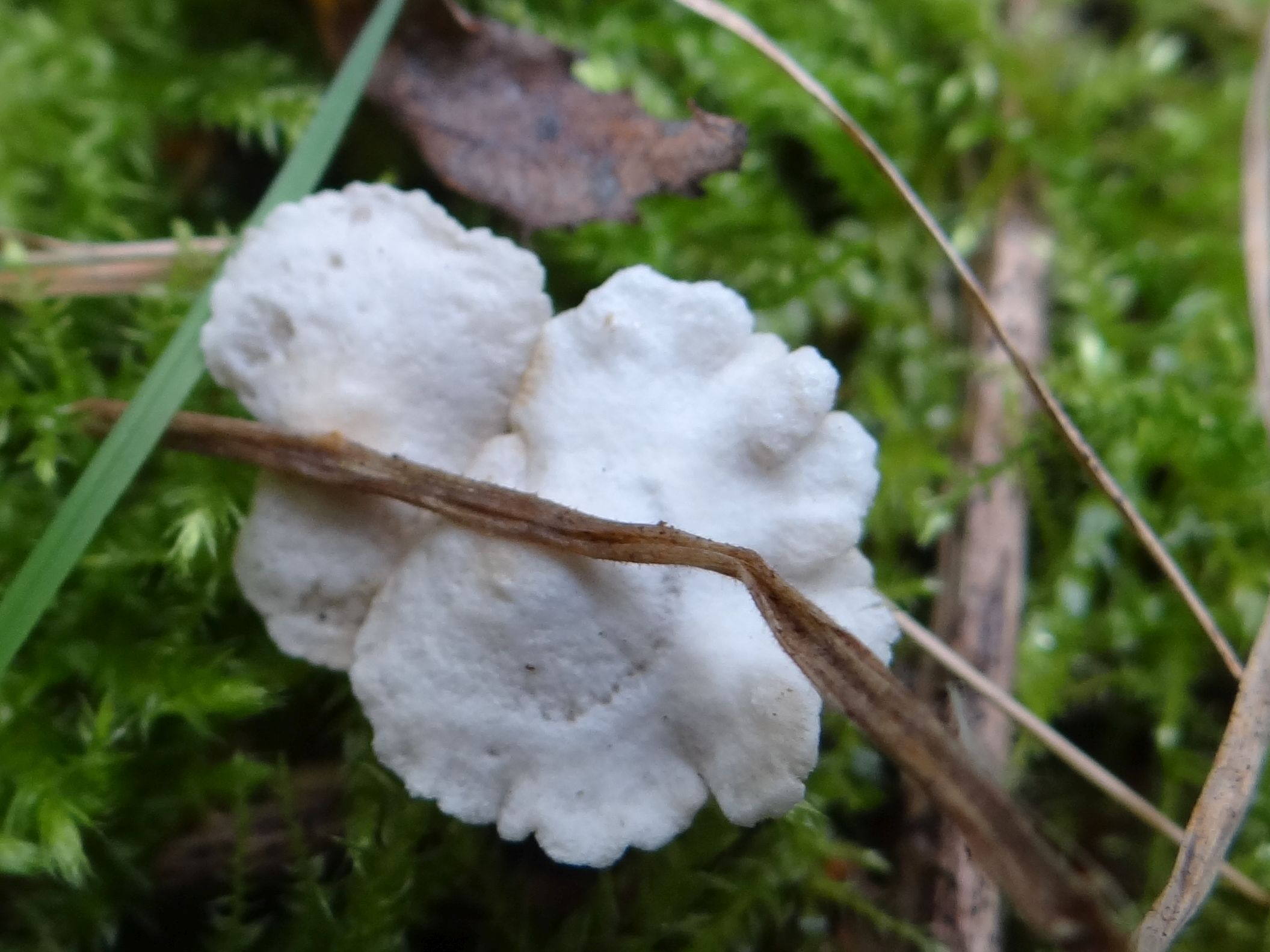

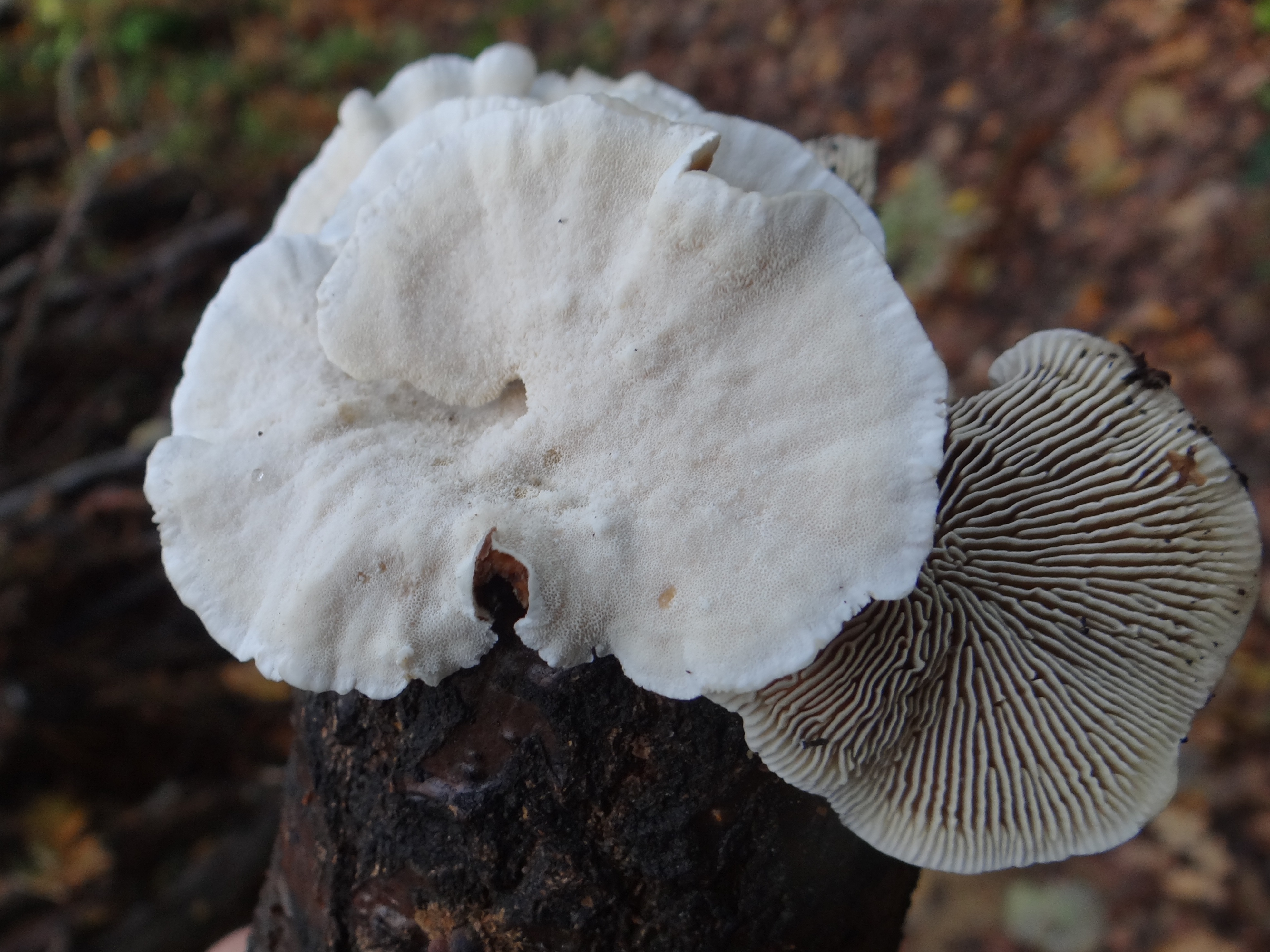

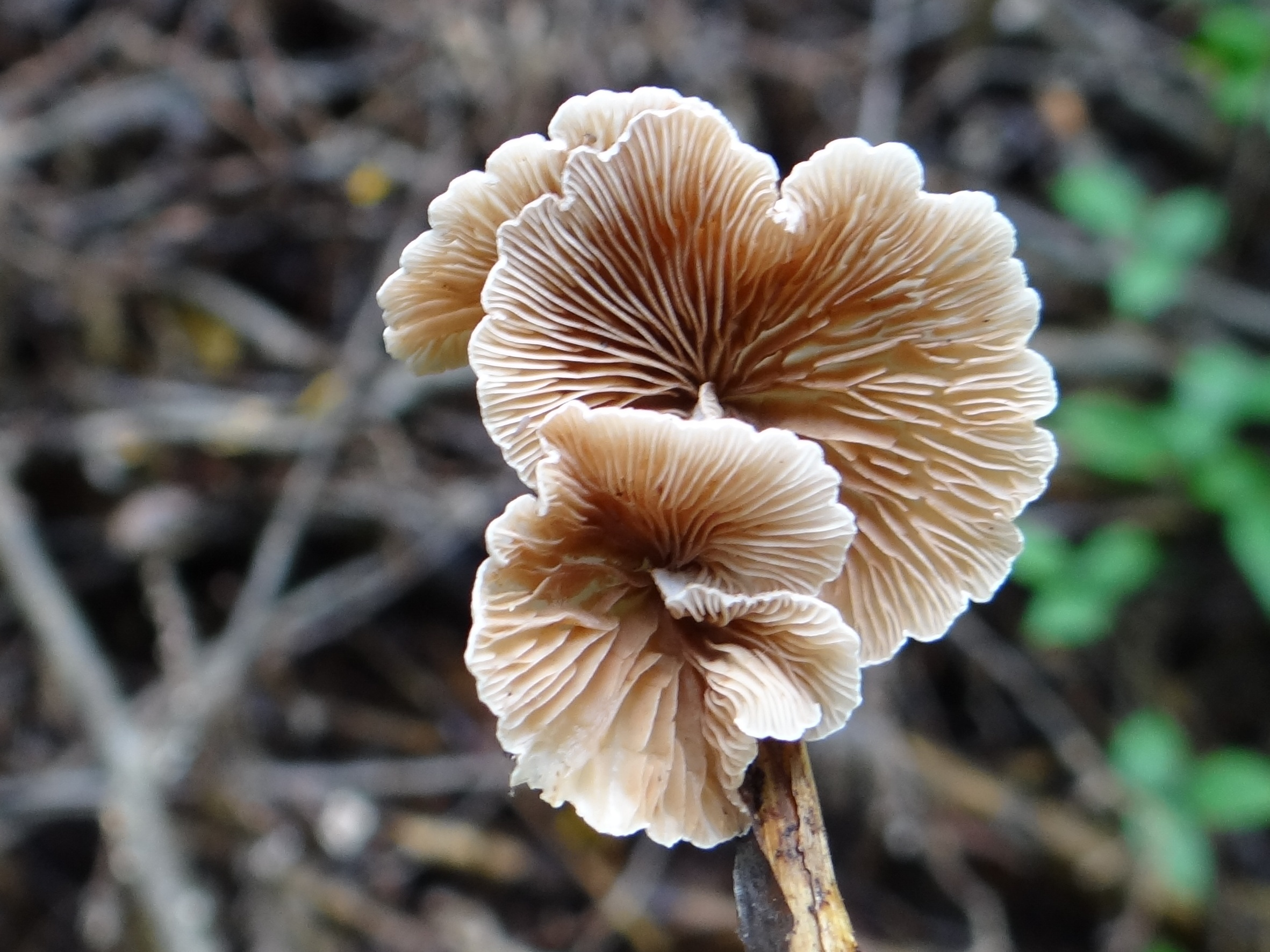
Blaszki ciżmówki miękkiej

Ciżmówka miękka (Crepidotus mollis (Schaeff.) Staude) – gatunek grzybów należący do rodziny ciżmówkowatych (Crepidotaceae).

## Systematyka i nazewnictwo
Pozycja w klasyfikacji: Crepidotus, Crepidotaceae, Agaricales, Agaricomycetidae, Agaricomycetes, Agaricomycotina, Basidiomycota, Fungi (według Index Fungorum).
Po raz pierwszy takson ten zdiagnozował w 1774 r. Jacob Christian Schäffer nadając mu nazwę Agaricus mollis. Obecną, uznaną przez Index Fungorum nazwę nadał mu w 1857 r. Friedrich Staude, przenosząc go do rodzaju Crepidotus.
Ma ponad 20 synonimów naukowych:

- Agaricus canescens Batsch 1783
- Agaricus gelatinosus J.F. Gmel. 1792
- Agaricus mollis Schrad. 1794
- Agaricus mollis Schaeff. 1774
- Agaricus mollis Schaeff. 1774, subsp. mollis
- Agaricus ralfsii Berk. & Broome 1883
- Crepidopus mollis (Schaeff.) Gray 1821
- Crepidotus ralfsii (Berk. & Broome) Sacc. 1887
- Derminus mollis (Schaeff.) J. Schröt. 1889[2].

Nazwę polską podał Franciszek Błoński w 1888 r. W polskim piśmiennictwie mykologicznym gatunek ten ma też inne nazwy: bedłka miękka, skórzak miękki, skórzak nieckowaty, obutek miękki.

## Morfologia
Owocnik
Jednoroczne o średnicy 0,5–3 cm i grubości 3–5 mm. Trzon niewielki i występuje tylko u młodych owocników, później zanika. Owocnik jest nerkowaty lub muszlowaty, cienki i przyrośnięty bokiem, brzegi u młodych okazów podwinięte. Powierzchnia w kolorze od białego do szaroochrowego, gładka, matowa. Skórka daje się łatwo ściągnąć. Pod skórką znajduje się galaretowata warstwa, nadająca owocnikowi sprężystość i miękkość. Hymenofor blaszkowaty. Blaszki rozchodzą się promieniście od miejsca przyrośnięcia kapelusza do podłoża. Są gęste i cienkie, u młodych okazów kremowe, u starszych cynamonowobrązowe, na koniec szarobrązowe. Ostrza blaszek pokryte są żelatynową warstwą (tą samą, co w kapeluszu pod skórką). Miąższ: cienki, biały, o łagodnym smaku i niewyraźnym zapachu.
Wysyp zarodników
Brązowy. Zarodniki szerokoeliptyczne, gładkie, o rozmiarach 7-9 × 5–7 μm.
Cechy mikroskopowe
Podstawki 12–30 × 6–9 µm, walcowato-maczugowate, 4-zarodnikowe. Zarodniki 7,0–10,0 × 5,0–6,0 (–6,5) µm, Q = 1,42–1,82, elipsoidalne, w widoku z boku migdałowate, gładkie, w KOH żółtawobrązowe, grubościenne, zwykle z jedną, rzadziej dwoma dużymi i kilkoma małymi gutulami, cienkościenne. W niektórych zarodnikach wewnętrzna ściana wpukla się do wewnątrz, przypominając kalus lub niewyraźne pory rostkowe. Cheilocystydy 32–55 × 6–10 µm, nieregularnie cylindryczne, butelkowate do lekko wrzecionowatych, z rozwartym, a czasami główkowatym lub nieco główkowatym wierzchołkiem, rzadko rozgałęzione lub z przegrodami, często zatopione w galaretowatej substancji całkowicie zakrywające krawędź blaszek. Bazydiole, podstawki i cheilocystydy rzadko o złotożółtej, gładkiej zawartości. Trama blaszek rzadko galaretowata. Skórka z dolną warstwą równoległych strzępek o szerokości 3–5 µm, szklistych, nie inkrustowanych, a górna warstwa ze szklistych do bladożółtych strzępek o szerokości 4–12 µm, z ziarnistym lub drobno inkrustowanym pigmentem, ale nigdy silnie inkrustowanych lub silnie pigmentowanych. Pod skórką występuje zazwyczaj dobrze rozwinięta warstwa galaretowatych strzępek, strzępki takie sporadycznie występują także w tramie kapelusza i tramie blaszek. W KOH są szkliste do złocistożółtych.
Gatunki podobne
Istnieje wiele podobnych gatunków ciżmówki, ale żaden z nich nie ma galaretowatej warstwy. Ta cecha pozwala łatwo oznaczyć ten gatunek (warstwę można wyczuć palcami, lub zobaczyć przez lupę na przekroju poprzecznym). Inne podobne morfologicznie gatunki to m.in.: ciżmówka płaska (Crepidotis applanatus) i Crepidotus crocophyllusref name=wag/>. Górną stroną podobna jest także fałdówka kędzierzawa (Plicaturopsis crispa), ale na stronie spodniej nie ma blaszek, lecz fałdki.

## Występowanie i siedlisko
Poza Antarktydą występuje na wszystkich kontynentach i na wielu wyspach. W Polsce jest pospolita.
Grzyb nadrzewny występujący w lasach liściastych i mieszanych, także w parkach, na łąkach, w górach głównie w niższych partiach. Rośnie na martwym drewnie drzew liściastych (na gałązkach, pniach). Występuje grupowo, owocniki pojawiają się od maja do października. Występuje na: kasztanowcu zwyczajnym, topoli osice i dębie.

## Znaczenie
Grzyb saprotroficzny wywołujący białą zgniliznę drewna. W Europie gatunek ten ze względu na marne walory smakowe i niewielki rozmiar nie jest zbierany do celów spożywczych. W Hongkongu jednak i w Nepalu jest grzybem jadalnym.